# Liste der Mitglieder des liechtensteinischen Landtags (2017)
Diese Liste führt die Mitglieder des Landtags des Fürstentums Liechtenstein auf, die aus den Wahlen am 5. Februar 2017 hervorgingen. Die Legislaturperiode dauerte bis 2021. Die Eröffnungssitzung des Parlaments fand am 30. März 2017 statt.

## Zusammensetzung
Von 19.806 Wahlberechtigten nahmen 15.413 Personen an der Wahl teil (77,8 %). Die Stimmen und Mandate verteilen sich in den beiden Wahlkreisen – Oberland und Unterland – wie folgt:
| Partei                              | Stimmen  | Stimmen   | Stimmen   | Stimmen       | Sitze    | Sitze     | Sitze     |
| ----------------------------------- | -------- | --------- | --------- | ------------- | -------- | --------- | --------- |
| Partei                              | Oberland | Unterland | insgesamt | Stimmenanteil | Oberland | Unterland | insgesamt |
| Fortschrittliche Bürgerpartei (FBP) | 47.747   | 20.941    | 68.688    | 35,2 %        | 5        | 4         | 9         |
| Vaterländische Union (VU)           | 48.789   | 16.995    | 65.784    | 33,7 %        | 5        | 3         | 8         |
| Die Unabhängigen (DU)               | 26.452   | 9.449     | 35.901    | 18,4 %        | 3        | 2         | 5         |
| Freie Liste (FL)                    | 18.882   | 5.715     | 24.597    | 12,6 %        | 2        | 1         | 3         |

## Liste der Mitglieder
| Name                   | Fraktion | Wahlkreis | Stimmen | Bemerkung |
| ---------------------- | -------- | --------- | ------- | --- |
| Alexander Batliner     | FBP      | Unterland | 1861    | Rückte im November 2019 für Johannes Hasler in den Landtag nach.                                                  |
| Jürgen Beck            | DU       | Oberland  | 2032    | |
| Susanne Eberle-Strub   | FBP      | Oberland  | 3057    | |
| Herbert Elkuch         | NF       | Unterland | 1666    | Fraktionssprecher, im August 2018 aus DU ausgetreten                                                              |
| Albert Frick           | FBP      | Oberland  | 3462    | Landtagspräsident                                                                                                 |
| Elfried Hasler         | FBP      | Unterland | 2061    | |
| Erich Hasler           | NF       | Unterland | 1249    | im August 2018 aus DU ausgeschlossen worden                                                                       |
| Johannes Hasler        | FBP      | Unterland | 2021    | Schriftführer; schied September 2019 aus dem Landtag aus.                                                         |
| Wendelin Lampert       | FBP      | Oberland  | 3699    | |
| Johannes Kaiser        | FBP      | Unterland | 2080    | um den 9. März 2018 aus der FBP ausgetreten; anschliessend parteifrei; im November 2019 Wiedereintritt in die FBP |
| Georg Kaufmann         | FL       | Oberland  | 1603    | Fraktionssprecher                                                                                                 |
| Manfred Kaufmann       | VU       | Oberland  | 3135    | Schriftführer |
| Frank Konrad           | VU       | Oberland  | 3034    | |
| Thomas Lageder         | FL       | Oberland  | 1571    | |
| Violanda Lanter-Koller | VU       | Unterland | 1918    | Fraktionssprecherin                                                                                               |
| Gunilla Marxer-Kranz   | VU       | Unterland | 1635    | Landtagsvizepräsidentin                                                                                           |
| Eugen Nägele           | FBP      | Oberland  | 3075    | |
| Daniel Oehry           | FBP      | Unterland | 1991    | Fraktionssprecher                                                                                                 |
| Harry Quaderer         | DU       | Oberland  | 2327    | Fraktionssprecher                                                                                                 |
| Thomas Rehak           | NF       | Oberland  | 1970    | im August 2018 aus DU ausgetreten                                                                                 |
| Patrick Risch          | FL       | Unterland | 893     | |
| Daniel F. Seger        | FBP      | Oberland  | 3289    | |
| Günter Vogt            | VU       | Oberland  | 3090    | |
| Thomas Vogt            | VU       | Oberland  | 3082    | |
| Christoph Wenaweser    | VU       | Oberland  | 3364    | |
| Mario Wohlwend         | VU       | Unterland | 1642    | |

## Liste der Stellvertreter
| Name                   | Fraktion | Wahlkreis | Stimmen | Anmerkungen                                                             |
| ---------------------- | -------- | --------- | ------- | ----------------------------------------------------------------------- |
| Alexander Batliner     | FBP      | Unterland | 1861    | Rückte im November 2019 für Johannes Hasler in den Landtag nach.        |
| Rainer Beck            | VU       | Oberland  | 2954    |                                                                         |
| Peter Frick            | VU       | Unterland | 1495    |                                                                         |
| Helen Konzett Bargetze | FL       | Oberland  | 1548    |                                                                         |
| Wolfgang Marxer        | FL       | Unterland | 808     |                                                                         |
| Michael Ospelt         | FBP      | Oberland  | 2991    |                                                                         |
| Ado Vogt               | DU       | Oberland  | 1929    |                                                                         |
| Peter Wachter          | DU       | Unterland | 868     |                                                                         |
| Norman Walch           | FBP      | Unterland | 1835    | Rückte im November 2019 für Alexander Batliner als Stellvertreter nach. |